# Carla Angelini
Carla Angelini (Roma, 8 febbraio 1923 – Roma, 1995) è stata una partigiana italiana.

## Biografia
(Carla Angelini, Scelte di vita)

### Giovinezza
Figlia di oppositori al regime, era iscritta al secondo anno di medicina all'Università degli Studi di Roma "La Sapienza" quando Roma viene occupata dai nazifascisti. Si impegnò in prima persona nella Resistenza italiana: già a 17 anni, infatti, entrò in contatto con i gruppi clandestini romani. La sua attività era sia quella di staffetta al rione Salario, addetta al trasporto di armi e materiali di propaganda, che con il lavoro nel Servizio informazioni del Partito Comunista Italiano, che era diretto dal capitano di carriera del Genio e primo comandante dei Gruppi di Azione Patriottica centrali, Luciano Lusana. Il servizio informazioni del Partito Comunista clandestino operava a stretto contatto con il Fronte militare clandestino, fondato dal colonnello dello Stato maggiore Giuseppe Cordero Lanza di Montezemolo, fornendo agli Alleati della seconda guerra mondiale l'esatta dislocazione dei comandi e dei tribunali tedeschi e fascisti tramite radiotrasmettenti. La Angelini conobbe Rosario Bentivegna, Gioacchino Gesmundo, Antonello Trombadori, Pietro Amendola e partecipò a numerose riunioni organizzative e politiche nella casa di Carla Capponi al Foro Traiano. In una di queste riunioni si tenne una vera e propria lezione teorica sulla storia della emancipazione femminile e la rivoluzione russa, tenuta da Adele Bei, a seguito della quale vennero stabiliti alcuni appuntamenti importanti per la diffusione dei giornali clandestini.

### Guerra partigiana
Carla Angelini venne arrestata il 28 gennaio del 1944 in seguito ad una spiata avvenuta due giorni prima, ad opera di un collaboratore di Luciano Lusana. Lei se ne accorse, ma per avvertire un compagno evaso da Via Tasso che ospitò a casa sua, trovò i fascisti che circondarono tutto il suo palazzo e la catturarono; così descrisse quell'evento: "L'auto percorse a grande velocità i quartieri romani e vidi distintamente la targa di Via Tasso quando la imboccammo." La Angelini venne portata a Via Tasso, sede del comando nazista, dove viene sottoposta ad un interrogatorio lungo nove ore; negò in maniera determinata di esser una partigiana, nonostante l'interrogatorio fosse tenuto da un tedesco con una frusta a nove code. Restò in Via Tasso un mese, in una cella al quarto piano del palazzo dalle finestre murate, assieme a Maria Teresa Regard. La Angelini, a proposito di quel periodo in Via Tasso, scrisse: "Le donne si avvicendavano, alcune rimanevano due o tre giorni, altre settimane, altre più. Non vedevamo mai la luce del giorno, non avevamo niente per lavarci, nulla per scaldarci. C'erano solo i pancacci per dormire. Una volta al giorno ci davano da mangiare una brodaglia di cui ricordo solo l'orribile sapore. Dalle fessure vedevamo i volti dei giovani, degli uomini che venivano portati via dopo le torture, maschere di sangue che non avevano più niente di umano."
Il suo trasferimento alla Mantellate, reparto femminile del Carcere di Regina Coeli, avvenne alla fine di febbraio, dove condivise la detenzione con Marcella Duce, moglie del sottotenente dei carabinieri Romeo Rodriguez Pereira.

### Dopoguerra
Con la Liberazione di Roma, venne liberata dalla sua prigionia. A proposito di quella storica mattina del 4 giugno 1944, raccontò:
(Cesare De Simone, Roma città prigioniera. I 271 giorni dell'occupazione nazista, Mursia, Milano, 1994)
Nella sua attività antifascista a Roma si fece promotrice di un gruppo femminile di novanta membri a San Lorenzo, quartiere che aveva preso parte alla Resistenza italiana.
In seguito diventò una psichiatra e venne decorata con la medaglia d'argento al valore militare, riconosciuta partigiana combattente - grado sottotenente.